# Osvaldo Brussa
Osvaldo Brussa (Venezia, XVIII secolo – Venezia, XVIII secolo) è stato un pittore italiano, specializzato nella pittura su vetro.

## Biografia
Osvaldo Brussa fu un pittore su vetro, attivo a Venezia nel secolo XVIII.
Si specializzò nella decorazione a smalti policromi, secondo la tecnica già usata dai veneziani nel Rinascimento.
Su oggetti di tipo usuale applicò motivi a fiori o figurati, scene sacre, ritratti, e animali a colori su sfondo trasparente.
Una delle opere più celebri è un autoritratto di Brussa, con un pennello in mano, pronto a dipingere un bicchiere decorato con temi floreali e faunistici.
Tra le altre sue opere si possono menzionare una bottiglia, in vetro smaltato, con montatura in argento e tappo a vite, una bottiglia in vetro smaltato con tappo in argento, con smaltatura attribuita a Osvaldo Brussa.
Nel genere a carattere tipicamente popolaresco, continuarono a lavorare anche i figli Angelo e Ludovico, sino al principio del XIX secolo.

## Opere
- Autoritratto;
- Bottiglia, in vetro smaltato, con montatura in argento e tappo a vite;
- Bottiglia in vetro smaltato con tappo in argento, con smaltatura.